# Paya (Grong Grong)
Paya is een bestuurslaag in het regentschap Pidie van de provincie Atjeh, Indonesië. Paya telt 155 inwoners (volkstelling 2010).